# Kristian Koch
 Der er for få eller ingen kildehenvisninger i denne artikel, hvilket er et problem. Du kan hjælpe ved at angive troværdige kilder til de påstande, som fremføres i artiklen.

Kristian Koch (født 13. september 1979) er en dansk coach, forfatter og foredragsholder og tidligere skuespiller og musiker. Han underviser ledere og holder foredrag i præsentationsteknik, og coacher musikere i sceneoptræden og stage performance.
Kristian Koch har skrevet bestselleren Ud Over Scenekanten, der hjælper musikere med deres sceneoptræden, og udkommer i 2025 med bogen Præsentationsteknik - The QQ Method.
Kristian Koch har bl.a. coachet The Minds Of 99, Benjamin Hav, Hanne Boel, Katinka, Phlake, Save Us, Benal etc.
Kristian Koch er uddannet fra Skandinavisk Teaterskole i 2004.

## Filmografi
- Snuppet (2006)
- Livvagterne (2009)